# Teudegizel
Teudegizel lub Teudegisel (łac. Theudigisclus; hisz. i port. Teudiselo, Teudigiselo, lub Teudisclo) (ur. ?  – zm. 549) – drugi elekcyjny król Wizygotów w latach 548-549.
Zdobył sławę jeszcze za czasów panowania Teudisa, pokonując armię Franków, gdy Ci najechali na obszar dawnej prowincji rzymskiej Teraconensis. Najprawdopodobniej z tego powodu został wybrany na króla. Jednak został zamordowany podczas uczty w Sewilli w 549 roku. Według Historia Gothorum Izydora, powodem morderstwa było uwiedzenie żon kilku ludzi ze swojej świty.